# Hans Matthöfer
Hans Hermann Matthöfer, né le 25 septembre 1925 à Bochum et décédé le 15 novembre 2009 à Berlin, est un homme politique allemand membre du Parti social-démocrate d'Allemagne (SPD).
Il est ministre fédéral de la Recherche et de la Technologie de 1974 à 1978, puis ministre fédéral des Finances jusqu'en 1982, lorsqu'il est nommé ministre fédéral des Postes et des Télécommunications pour quelques mois seulement.

## Éléments personnels

### Formation et service militaire
Après avoir suivi un apprentissage de commerçant, il sert comme soldat de 1943 à 1945 dans la Wehrmacht. À la suite de la Seconde Guerre mondiale, il obtient, en 1946, un diplôme d'interprète en anglais, et entreprend des études supérieures de sciences économiques et sociales à Francfort-sur-le-Main en 1948. Il les achève cinq ans plus tard à Madison, aux États-Unis, avec un diplôme d'économiste.

### Un permanent d'IG Metall
Il fait alors son retour en RFA et travaille au département d'économie du comité directeur du syndicat IG Metall jusqu'en 1957, lorsqu'il devient attaché syndical auprès de l'Organisation européenne de coopération économique (OECE), dans un premier temps à Washington, D.C., puis à Paris. En 1960, il prend la tête du département de l'éducation de son syndicat pour douze ans. Il renonce à ce poste à l'OECE un an après, en 1971.

### Le banquier des syndicats
En 1986, Hans Matthöfer est désigné président du conseil de surveillance de la banque ING-DiBa, puis du conseil d'administration de la Beteiligungsgesellschaft der Gewerkschaften AG (BGAG), la holding qui contrôle les biens et participations des syndicats allemands, en 1987, et occupe ces deux postes jusqu'en 1997.

### Décès
Il est décédé à Berlin le 15 novembre 2009, à l'âge de 84 ans.

## Vie politique

### Au sein du SPD
Il adhère au Parti social-démocrate d'Allemagne (SPD) en 1950, et entre au comité directeur fédéral en 1973.
Ayant quitté cet organe du parti en 1984, il en devient trésorier fédéral dès l'année suivante, et conserve cette fonction jusqu'en 1987.

### Carrière institutionnelle: député et ministre
En 1961, il est élu député fédéral de Hesse au Bundestag. Onze ans plus tard, il devient secrétaire d'État parlementaire au ministère fédéral de la Coopération économiques, sous la direction de Erhard Eppler, dans la coalition sociale-libérale de Willy Brandt.
Quand Helmut Schmidt remplace Willy Brandt, le 16 mai 1974, il est nommé ministre fédéral de la Recherche et de la Technologie. Le 16 février 1978, Hans Matthöfer est choisi comme ministre fédéral des Finances au cours d'un assez important remaniement ministériel.

### Fin de carrière
Il occupe ce poste jusqu'à sa nomination comme ministre fédéral des Postes et des Télécommunications, qui intervient le 28 avril 1982. Le renversement du gouvernement le 4 octobre suivant le contraint à démissionner. Il est réélu au Bundestag aux élections anticipées de 1983, mais ne se représente pas au scrutin de 1987 et quitte alors la vie politique.